# Pokrovsk (Ukrajina)
Pokrovsk (ukrajinsky Покровськ) je město v Doněcké oblasti na Ukrajině. Leží na říčce Hryšynce sedm kilometrů západně od Myrnohradu a zhruba 57 kilometrů severozápadně od oblastního města Doněcku.
Žije zde přibližně 63 tisíc obyvatel. V roce 2011 jich bylo 77 612. 

## Dějiny
Od založení v roce 1875 do roku 1934 se jmenovalo Grišino (rusky Гришино), pak se jmenovalo čtyři roky Postyševo (ukrajinsky Постишево) na počest Pavla Postyševa a v roce 1938 bylo pojmenováno na počest Rudé armády (rusky Красная Армия – Krasnaja Armija) na Krasnoarmijsk (ukrajinsky Красноармі́йськ, rusky Красноарме́йск – Krasnoarmejsk). V květnu 2016 bylo znovu přejmenováno v rámci rušení reliktů sovětských časů, tentokrát na Pokrovsk.
V roce 2025 do města vstoupily jednotky ruské armády a město se stalo dějištěm velmi tvrdých bojů mezi ní a ukrajinskou armádou.